# Abbaye de la Grâce-Dieu (Doubs)
Pour les articles homonymes, voir Abbaye de la Grâce-Dieu.
L'abbaye de la Grâce-Dieu, placée sous la titulature de Notre-Dame, est une ancienne abbaye cistercienne, située dans la région de Franche-Comté, sur le territoire de la commune de Chaux-lès-Passavant, dans le département du Doubs. Elle occupe un vallon boisé, en bordure de la rivière l'Audeux.
L'église, les bâtiments qui entourent le cloître et se prolongent jusqu'à l'Audeux, les façades et toiture de l'aile nord des bâtiments conventuels qui bordent l'Audeux, celles des dépendances ouest, de l'hôtellerie, du moulin nord-est, la cheminée et le décor de la salle du rez-de-chaussée de l'aumônerie, sont inscrits au titre des monuments historiques depuis le 25 avril 1995. Son jardin d'agrément est un site protégé.

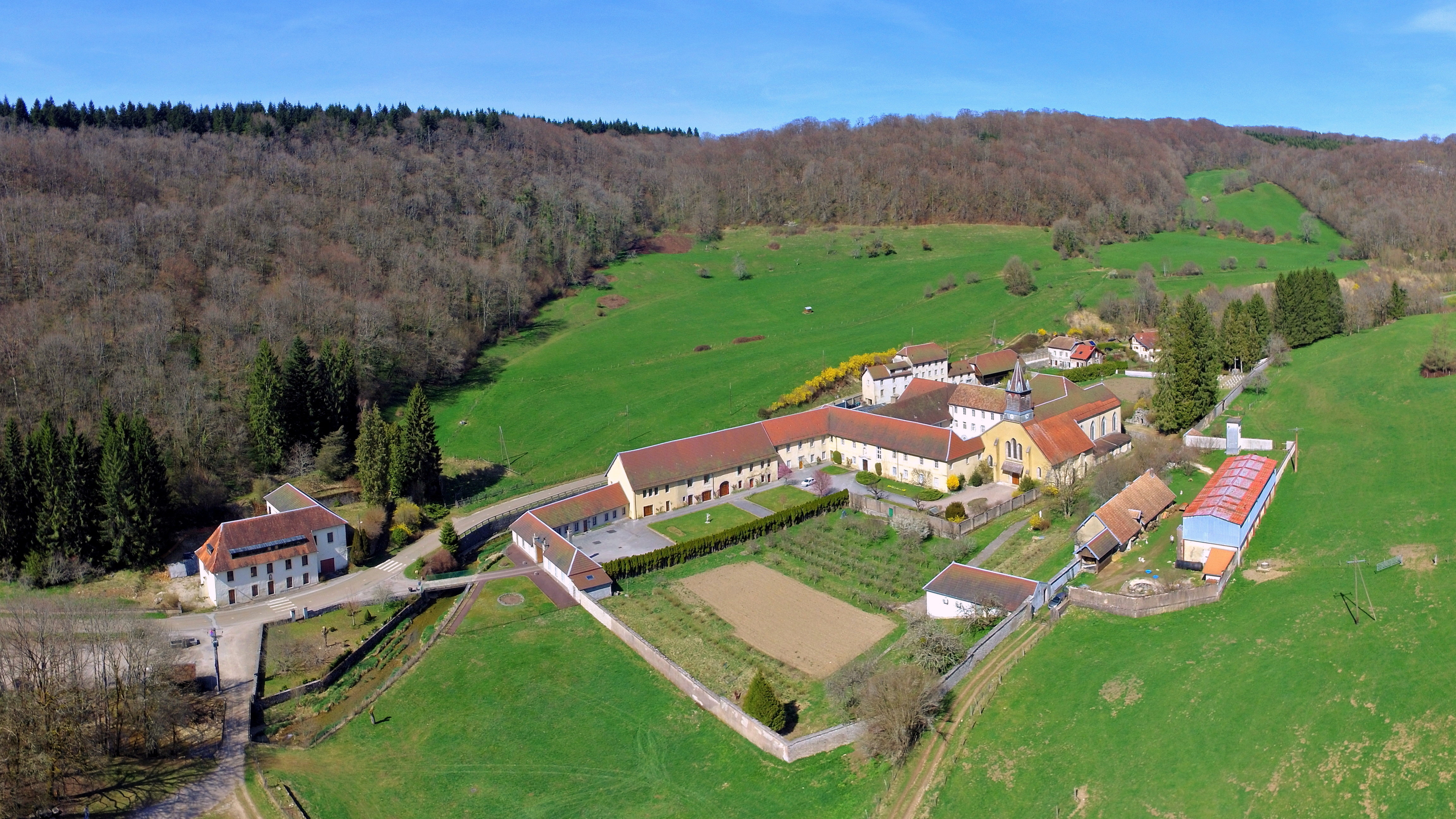
Vue générale de l'abbaye.

## Histoire
Filiale de l'abbaye de la Charité, elle-même fille de Notre-Dame de Bellevaux, elle verra ses premières pierres posées en 1139.

### La fondation du monastère
Au XIIe siècle saint Robert, abbé de Molesme, obtient de l'archevêque de Lyon l'autorisation de fonder un nouvel ordre concrétisé par l'édification de l'abbaye de Cîteaux en 1098. Quinze ans plus tard Bernard, seigneur de Fontaine, accompagné de ses frères et de compagnons, demande à être reçu à Cîteaux. Il y reste deux ans avant d'être envoyé poser les premières pierres de l'abbaye de Clairvaux et prendre à cette occasion le nom de Bernard de Clairvaux. C'est l'époque du grand essor de Cîteaux qui voit des filiales s'élever aussi en Franche-Comté (Bellevaux, Cherlieu, Rosières, Acey, Theuley, La Charité, Bithaine, Lieu-Croissant, Claire-Fontaine, Balerne, Billon, Mont-Sainte-Marie). La région, jusqu'alors désertique, se peuple rapidement ; si bien que Bernard de Clairvaux est reçu par l'archevêque de Besançon Humbert en 1135 qui, dans l'élan, fait élever l'abbaye de la Grâce-Dieu quatre ans plus tard.

L'abbaye est située dans un vallon boisé, anciennement nommé « la vallée des Hiboux », en bordure d'une rivière au sein d'une région au relief escarpé, vide de présence humaine et dont le silence n'est perturbé que par le grondement de la cascade de l'Audeux. Quelques centaines de mètres après ce lieu, le vallon s'élargit et forme un bassin propice à l'établissement de la communauté. Tout d'abord rebaptisée « Rupes florida » (Rocher fleuri) ou « Vallis florida » (Vallée fleurie) dans des diplômes de Frédéric Barberousse, elle prend le nom de « Locus Gratiœ Dei, Misericordœ Dei » (Lieu de la Grâce-Dieu, de la miséricorde de Dieu) puis au XIIIe siècle de la « vallée de la bienheureuse Vierge-Marie » en hommage à la statue miraculeuse de la Vierge qu'elle possède jusqu'au XVIIIe siècle. L'érection du monastère ne peut se faire sans le concours de puissants seigneurs. Les Montfaucon et les Rougemont pourvoient à ses besoins, en association avec le comte de Bourgogne Renaud III qui possède les terres de Passavant toutes proches. Frédéric Barberousse, devenu gendre de Renaud III lorsqu'il épouse son unique fille Béatrice, ne manque pas de rappeler l'attachement de son beau-père à cette abbaye lors de la confirmation des biens de celle-ci en 1156 : 

« Frédéric, par la clémence divine, empereur invincible des Romains ; il convient que nous accordions volontiers tout ce qui peut servir au bien et au repos de la religion, et qu'accédant aux vœux des suppliants, nous leur octroyions notre suffrage impérial. C'est pourquoi, vous, nos frères chéris en Jésus-Christ, abbés Ponce de Bellevaux, Pierre de la Charité, Robert de la Roche-Fleurie, déférant à vos justes demandes, nous confirmons à perpétuité et de notre droit impérial, à vous et à tous ceux de l'ordre de Cîteaux qui vous y succéderont, pour en jouir en toute liberté et tranquillité, les lieux de Bellevaux, de la Charité et de la Roche-Fleurie, que Renaud, de bonne mémoire, comte de Bourgogne, père de mon épouse Béatrix, impératrice auguste des Romains, aima beaucoup et dont il augmenta les biens, avec toutes leurs dépendances, les prenant sous notre protection tutélaire par le présent écrit.... »

Le monastère de la Grâce-Dieu est fondé le 25 mars 1139. Ses dotations primitives sont « le creux de l'abbaye », « Ausoens » (Aïssey), « Fallondans » (peut-être Glamondans) et « Quineunt » (peut-être le lieu-dit La grange du Mont). « Le creux de l'abbaye », qui est le vallon où se dresse le monastère, ne peut avoir été donné que par Richard II de Montfaucon, cité dans la charte de 1147, propriétaire du château de Montfaucon. Cette puissante famille de Montfaucon, du comté de Bourgogne, détient presque toutes les terres situées au comté de Warasch depuis Besançon jusqu'au val de Morteau, la « vallée des Hiboux » y étant entièrement enclavée ; la preuve en est apportée aussi par le blason des Montfaucon qui est « de gueules à deux bars d'or adossés », motif repris dans celui de la Grâce-Dieu, ainsi que par le privilège d'être les seuls à pouvoir être inhumés dans le chœur de l'église.

### La première communauté

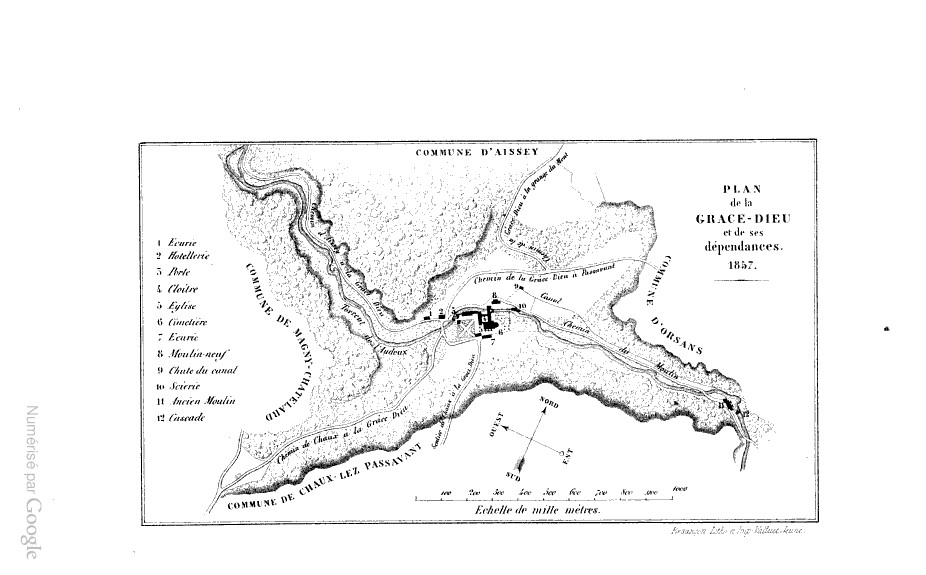
Plan de l'abbaye de la Grâce-Dieu en 1857.

Au printemps 1139, cinq religieux partent de l'abbaye de la Charité située à Neuvelle-lès-la-Charité sous la conduite de Pierre Gauthier. Arrivés sur les lieux, ils construisent un abri et un oratoire avant d'être rejoints par d'autres. Gauthier est le premier abbé de la Grâce-Dieu, portant à ce titre le nom de « père » donné à un abbé d'un monastère qui en a fondé un autre. À ce titre est attaché le droit de visite et celui d'assister à l'élection d'un nouvel abbé ; l'abbé de Morimont, en qualité de supérieur de l'abbaye de Bellevaux elle-même « mère » de celle de La Charité, se gardant le droit de bénir l'abbé élu et de le déposer. Les premiers temps sont difficiles pour la petite communauté : la région est sauvage, dépeuplée, les terres doivent être défrichées et des bâtiments construits. Ils trouvent de l'aide en premier lieu dans la coutume de Renaud III qui veut que les monastères de l'ordre cistercien soient exemptés de redevances lors de la vente, l'achat et le transport de denrées. Les autres seigneurs de la région l'imitent, favorisant ainsi l'installation des premiers moines. Parallèlement, le chapitre métropolitain de Saint-Jean de Besançon prend la communauté sous sa protection et contracte avec elle un traité d'association en 1141.

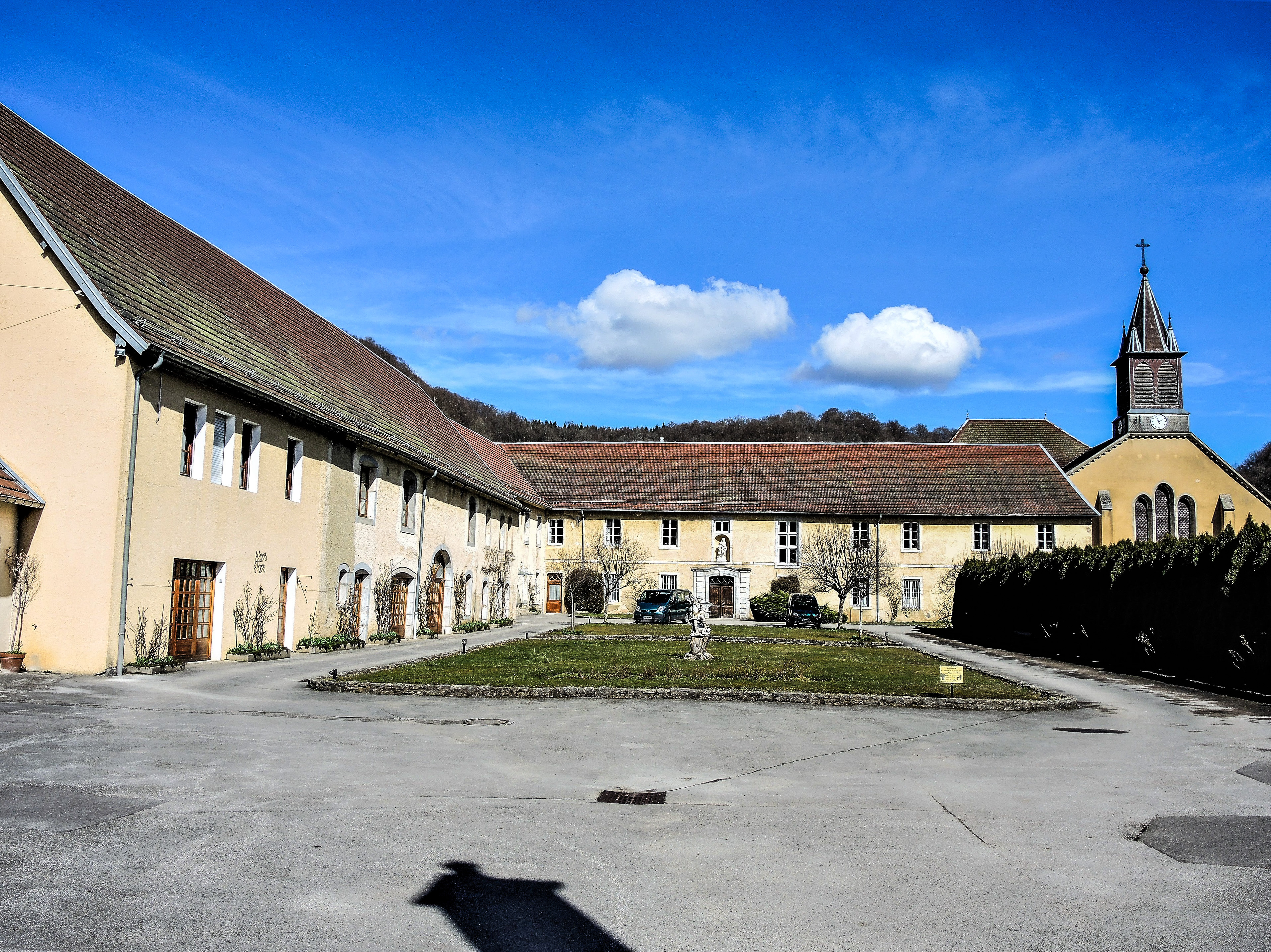
Cour et bâtiments de la Grâce-Dieu.

Les deux siècles suivants sont l'époque la plus florissante du monastère, comme le prouve le titre d'« abbé par la grâce de Dieu » pris par l'abbé Jean Ier en 1248. Le nombre de religieux augmente en même temps que les donations des seigneurs des alentours (vingt hectares de terres sur le territoire de Chaux-lès-Passavant vers 1188, tout le territoire d'Aïssey en 1194, les dîmes de Saint-Juan de la part des religieuses de l'abbaye Sainte-Odile). Alors que les premiers religieux alliaient prière, jeûnes, veilles, chant et travail, la communauté en s'étoffant doit avoir recours à des frères convers (membres des ordres religieux catholiques chargés principalement des travaux manuels) pour permettre aux moines de s'adonner aux obligations religieuses. Ces frères commencent par défricher les terres voisines du monastère et ils y implantent les fermes du Mont (au lieu-dit "la grange du Mont") et de Rentessert, font paître leur troupeaux à « la planche du berger » et au « champ de la bergerie », construisent de nouveaux bâtiments dans la partie nord du monastère. Ces lieux sont précisés dans la charte de 1196 d'Henri VI, fils de Frédéric Barberousse : « Le lieu de la Grâce-Dieu et les cours ou fermes lui appartenant, à savoir, celles de Rentessert, de Chaux, du Mont et d'Aïssey, de Morchamps (aujourd'hui Rougemont), avec leurs dépendances, la terre et les prés de Bussières, celle de Rebbovillers… ». À partir du XIVe siècle, avec l'abandon de l'agriculture, les frères convers sont remplacés par des domestiques salariés.
Comme toutes les abbayes, celle de la Grâce-Dieu se doit d'avoir de puissants et proches protecteurs. Le choix se porte sur les seigneurs de Montfaucon, qui signent un traité de gardienneté en 1249 avec l'abbé Humbert. Mais cette protection n'est pas gratuite et en contrepartie le seigneur réclame l'exclusivité du titre de gardien ainsi que des revenus tirés des exploitations agricoles. Pour assurer la protection des religieux, les Montfaucon élèvent un château à Châtelard. Situé à cinq cents mètres de l'abbaye au lieu-dit « les terres du Châtelard » non loin de l'Audeux, celui-ci se dresse au-dessus de la vallée de la Grâce-Dieu sur un domaine de 300 hectares et se compose d'une tour ronde assez vaste, d'une enceinte renfermant une grange, des jardins et des vergers. Une dizaine de familles de serfs occupent le lieu et forment le premier village.

### Les troubles
Lors des guerres du XIVe siècle opposant le duc de Bourgogne Eudes IV aux hauts barons franc-comtois menés par Jean II de Chalon-Arlay, l'abbaye souffre d'exactions, elle est dévastée et ses archives perdues. Vient la peste noire des années 1346 et 1349 ; et les Grandes compagnies de mercenaires ravagent la Franche-Comté. La noblesse franc-comtoise aide l'abbaye à se relever et les religieux peuvent réintégrer les lieux en 1383. En mars 1476, les Français et les Suisses, qui d'un commun accord entrent en Franche-Comté, s'en prennent aux populations et tuent des religieux à la Grâce-Dieu, mettant les derniers en fuite. Cette succession de désastres signe le déclin de l'abbaye malgré le retour des religieux.
Au XVe siècle les villages sont désolés, vidés de leurs habitants, les terres en friches et les troupeaux disparus. La Grâce-Dieu, si elle veut survivre, doit renouer avec ses premières activités agricoles mais la région manque de bras. Pour attirer les ouvriers à son service, le monastère leur abandonne des terres moyennant une redevance concrétisée par l'acensement. Mais l'équilibre reste fragile, d'autant plus qu'elle doit soutenir de nombreux procès avec les communes voisines, des tentatives d'usurpation de la part des nobles alentour, et la Réforme protestante qui entraîne des tentatives des habitants du lieu pour se soustraire aux droits seigneuriaux de l'abbé au XVIe siècle. Il s'ensuit une période financièrement difficile ; l'abbaye se voit dans l'obligation d'hypothéquer tous ses biens à l'abbaye de Bellevaux. Elle subsiste courageusement jusqu'au XVIIIe siècle où ses vastes forêts commencent à prendre de la valeur grâce à l'établissement de fabriques métallurgiques.

### La transition

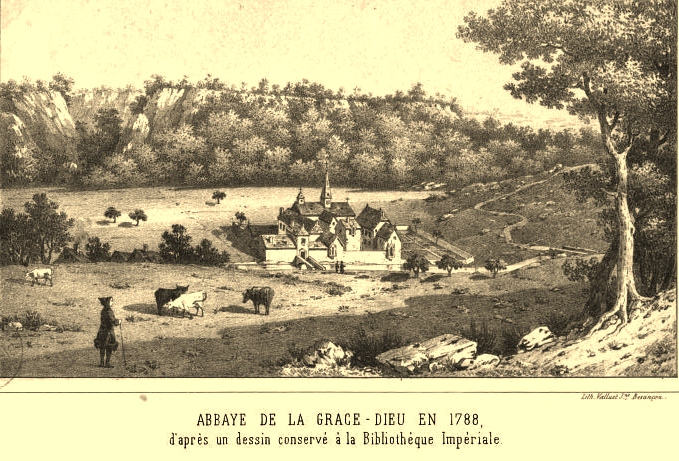
Abbaye en 1788.

Fin juillet 1789 les portes de la Grâce-Dieu sont forcées par la population voisine. L'année suivante, les religieux quittent l'établissement qui devient bien national. En octobre 1790 le mobilier est vendu aux enchères et le mois suivant tout ce qui reste (linge, bibliothèque et archives) est livré aux pilleurs. Le 18 mai 1791 le domaine d'Aïssey est vendu à Cosme-Damien Delacour pour 30 000 livres, la grange du Mont à Claude-Ignace-Louis Clerc pour 25 977 livres et le domaine de Rentessert à Claude-Antoine Vilat pour 19 400 livres. Le 15 mai 1792 le monastère est adjugé 51 600 livres à un maître de forges qui y installe une forge. En 1844 les trappistes rachètent l'abbaye et les forêts qui en dépendent. L'année suivante, le haut-fourneau est démoli et les fondations des nouveaux bâtiments sont tracées. En 1846, les moulins sont réparés, puis la scierie et le réfectoire en 1847. Un nouveau moulin est bâti en 1853 sur quatre niveaux. Le grain est stocké au troisième étage, la bluterie  établie au second, les meules au premier et le "beffroi"  au rez-de-chaussée. Lucien Mesny, en devient propriétaire, en 1928, et l'exploitera jusqu'en 1958, année où il sera désaffecté avant d'être rasé ultérieurement.
En 1929, sous l'impulsion de l'archevêque de Besançon, des moniales cisterciennes de la filiation de l'abbaye de Port-Royal des Champs réinvestissent les lieux jusqu'en 2008.

#### Départ des religieuses
L'effectif de la communauté diminuant, les moniales cisterciennes quittent l'abbaye en 2008 pour l'abbaye Notre-Dame d'Igny. Les travailleuses missionnaires de l'Immaculée  prennent leur suite à l'abbaye.
2008 L'arrivee des Travailleuses Missionnaires de l'Immaculee, de la Societe de vie Apostolique Donum Dei
Actuellement, l'abbaye est le centre de formation missionnaire  (le Studium[Quoi ?] ) des Travailleuses Missionnaires de l'Immaculée de la Sociéte de vie apostolique Donum Dei  qui assurent également les offices religieux quotidiens (laudes, messe, vêpres). 
La communauté accueille aussi des pèlerins, visiteurs, des sessions pour préparations à la Confirmations etc. et les personnes désirant un cadre silencieux, calme et priant pour quelques jours de retraites.
La responsable actuelle est Soeur Renée Prieur. 

## Architecture
L'église, qui date du XIIe siècle, comporte quelques structures romanes de l'édifice d'origine. Le chœur néo-gothique a été reconstruit au XIXe siècle. Les bâtiments conventuels datent du XVIIIe siècle.

## Galerie

Abbaye de la Grâce-Dieu en 1857
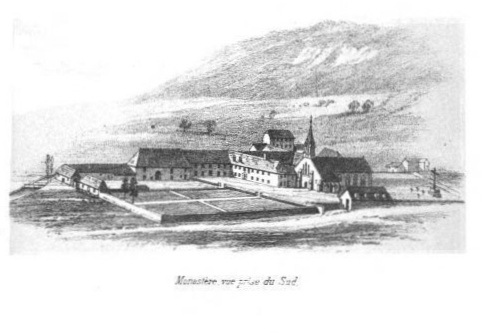
Vue depuis le sud.
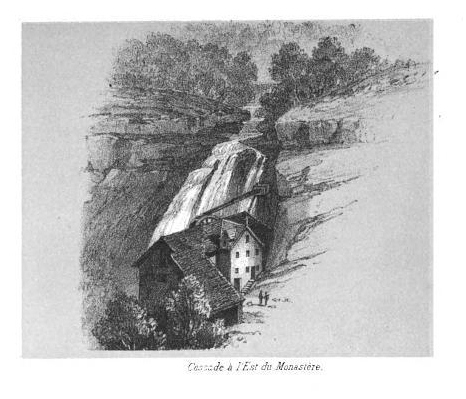
Cascade à l'est du monastère.
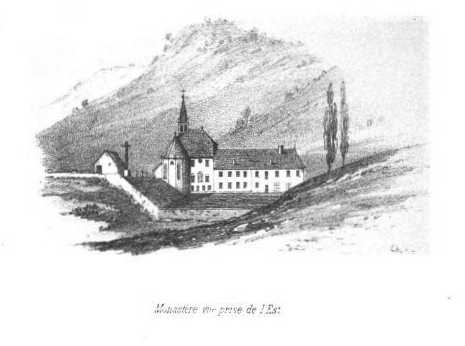
Vue depuis l'est.
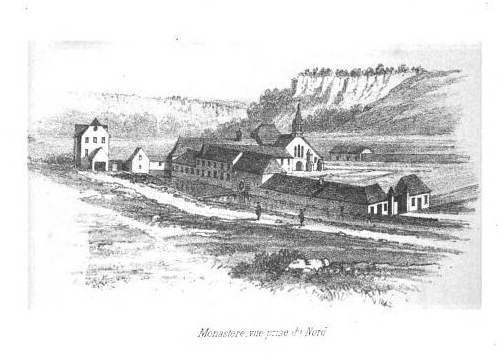
Vue depuis le nord.

## Liste des abbés et abbesses
Abbés
- 1139-1147 : Pierre Ier Gauthier
- 1147-1156 : Garnier
- 1156-1167 : Robert Ier
- 1167-11?? : Guy Ier
- 11??-1195 : Constantin
- 1195-1210 : Humbert Ier
- 1210-1220 : Martin
- 1220-1229 : Hugues Ier
- 1229-1241 : Guy II
- 1241-1248 : Humbert II
- 1248-1249 : Jean Ier
- 1249-1257 : Humbert III
- 1257-1264 : Jean II
- 1264-1275 : Hugues II
- 1275-1295 : Pierre II
- 1295-1299 : Henri Ier de Liesle
- 1299-1309 : Renaud Ier de Salins
- 1309-1367 : Guillaume
- 1367-1383 : Renaud II de Bouhans
- 1383-1397 : Renaud III de Gonsans
- 1397-1411 : Hugues III
- 1411-1416 : Parisius
- 1416-1428 : Jean III de Rye
- 1428-1452 : Jacques de Neuville
- 1452-1463 : Étienne Ier de Châtenoy

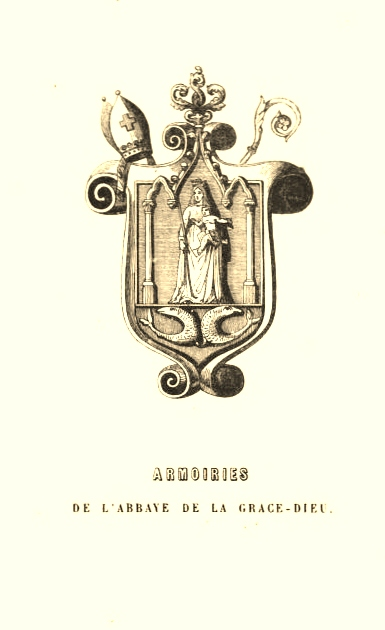
Armoiries de l'abbaye : de gueules à deux bars adossés en champagne; de petit-gris en fasce et en chef avec la Vierge drapée d'azur, debout, portant l'Enfant Jésus sur le bras gauche, tenant le sceptre royal de la main droite, et les attributs abbatiaux, la mitre d'azur à la croix d'or à dextre du chef et la crosse d'or à senestre.

- 1463-1475 : Hugues IV de Bremondans
- 1475-1499 : Nicolas Boudot
- 1499-1513 : Pierre III Marquis
- 1513-1547 : Jean IV de Maizières[11]
- 1547-1575 : Robert II Cavaielley de Laurillon
- 1575-1602 : Étienne II Pierrard
- 1602-1655 : Jean V Penouillet
- 1655-1675 : Claude Ier Vyot
- 1675-1710 : Claude II François de Jouffroy de Novillars
- 1710-1719 : Louis Perdu
- 1719-1738 : Henri II Aimery
- 1738-1746 : Pons Jeanet
- 1746-1766 : Brice-Nicolas Mamiel
- 1766-1788 : Gabriel-André Deleschaux
- 1788-1790 : Frédéric-Léonard Robert
- 1790-1847 : Suppression
- 1847-1871 : Benoît Michel
- 1871-1887 : Malachie Regnault
- 1887-1890 : Laurent Lainé
- 1890-1896 : Vacance
- 1895-1909 : Augustin Dupic

Abbesses
- 1910-1936 : Josèphe Ire Géhant
- 1936-1956 : Marguerite Bernard
- 1956-1980 : Josèphe II Jeunehomme
- 1980-1992 : Marie-Ange Picon
- 1992-1994 : Madeleine Cabillic (Supérieure ad nutum)
- 1994-2008 : Nicole Henry
- 2008-2014 : Inès Gravier, administratrice des monastères de la Grâce-Dieu, d'Igny et de Belval.

## Sources
- Cet article est partiellement ou en totalité issu de l'article intitulé « Abbaye Notre-Dame de la Grâce-Dieu » (voir la liste des auteurs).
- Dictionnaire d'Histoire et de Géographie Ecclésiastique